# Air Actualités
Air Actualités, outil de communication du SIRPA Air, est le magazine mensuel en langue française de l'Armée de l'air française. Il a pris la suite du Bulletin d'information Air en octobre 1967.

## Caractéristiques
Air Actualités emploie 17 personnes, dont quatre concepteurs graphistes qui se chargent aussi d'autres tâches. Ce magazine est tiré en 2011 à 33 000 exemplaires dont un peu plus de 10 % seraient vendus.

## Source
- Aeroflight.co.uk